# Strömungsgeschwindigkeit
Die Strömungsgeschwindigkeit, auch Fließgeschwindigkeit oder Flussgeschwindigkeit, ist die Geschwindigkeit in einer Strömung, einer gerichteten Bewegung von Teilchen oder kontinuierlichen Körpern (Fluiden).
Dabei unterscheidet man zwischen den Strömungsgeschwindigkeiten der einzelnen Teilchen, und der mittleren Strömungsgeschwindigkeit über ein Linien-, Flächen- oder Volumenelement oder Zeitintervall.
Die Fließgeschwindigkeit von Gewässern ist die durchschnittliche Geschwindigkeit, mit der sich das Wasser flussabwärts bewegt und hat etwa die Größenordnung von 1 Meter pro Sekunde. Demgegenüber liegt die des Grundwassers bei Millimeter pro Sekunde oder Zentimeter pro Tag, d. h. einige Größenordnungen niedriger.

## Definition
Die Strömungsgeschwindigkeit ist die Ortsveränderung des einzelnen Punktes (Ortes) {\displaystyle {\vec {x}}=(x,y,z)} entlang seiner Bahnlinie. 
{\displaystyle \omega \,{\text{bzw.}}\,v\,{\text{bzw.}}\,c=|{\vec {v}}|={\bigl |}{\dot {\vec {x}}}{\bigr |}}
{\displaystyle {\vec {v}}=(v_{x},v_{y},v_{z})}: Strömung
der Punkt ist die zeitliche Ableitung in der physikalischen Schreibweise
Die Strömungsgeschwindigkeitsvektoren führen eine Zeitlinie in die nächste über.
Mittlere Strömungsgeschwindigkeiten lassen sich etwa über eine Stromlinie, den Strömungsquerschnitt oder den Durchfluss (Volumenstromelement, Massenstrom) ermitteln.

## Flussgeschwindigkeit im Potentialfeld
Im Potentialfeld folgt die Flussgeschwindigkeit der Bewegungsgleichung
{\displaystyle {\dot {\vec {v}}}=-{\vec {\nabla }}\Phi }
{\displaystyle \nabla }: Nabla-Operator
{\displaystyle \Phi }: Potential
Es gilt die spezifische Energiegleichung: 
{\displaystyle {\frac {v^{2}}{2}}+\Phi ={\text{const.}}}

## Strömungsgeschwindigkeit im newtonschen Fluid
Die Strömungsgeschwindigkeit in einem Feld einer Strömung in einem newtonschen Fluid berechnet sich aus den Navier-Stokes-Gleichungen, in ihrer allgemeinen Formulierung:
{\displaystyle \rho {\frac {\partial \mathbf {v} }{\partial t}}+\rho (\mathbf {v} \cdot \nabla )\mathbf {v} =-\nabla p+\eta \Delta \mathbf {v} +(\lambda +\eta )\nabla (\nabla \cdot \mathbf {v} )+\mathbf {f} .}
{\displaystyle \rho }: Dichte des Fluids
{\displaystyle t}: Zeit
{\displaystyle p}: Druck
{\displaystyle \lambda }: 1. Lamé-Konstante
{\displaystyle \eta }: 2. Lamé-Konstante, dynamische Viskosität
{\displaystyle {\frac {\partial }{\partial t}}}: Partielle Ableitung nach der Zeit
{\displaystyle \nabla }: Nabla-Operator
Für diese Grundgleichung der Strömungslehre, ein System von nichtlinearen partiellen Differentialgleichungen 2. Ordnung, gibt es zahlreiche Vereinfachungen, Spezialfälle und numerische Lösungsansätze.
Abweichend verhalten sich nichtnewtonsche Fluide wie beispielsweise Blut, Glycerin oder Teig, die ein nichtproportionales, sprunghaftes Fließverhalten (siehe Rheologie) zeigen.

## Anwendungsformeln
Beispiele für Formeln in spezielleren Anwendungsgebieten sind:
- Die Bernoulligleichung für reibungslose Flüssigkeiten und Gase:
{\displaystyle h+{\frac {\omega ^{2}}{2g}}+{\frac {p}{\gamma }}={\text{const}}.}
- Das allgemeine Gesetz von Bernoulli für reibungsfreie, wirbelfreie, stationäre Strömungen
{\displaystyle {\frac {\omega ^{2}}{2}}+{\frac {p}{\rho }}={\text{const}}.}
- Das Bernoulligesetz bei konstanter Dichte 
{\displaystyle \rho {\frac {v^{2}}{2}}+p={\text{const.}}}
- Bernoulligleichung mit Beschleunigungsglied für nichtstationäre Strömung:
{\displaystyle h+{\frac {\omega ^{2}}{2g}}+{\frac {p}{\gamma }}+{\frac {1}{g}}\int {\frac {\partial \omega }{\partial t}}={\text{const}}.}
- Bernoulligleichung der Relativbewegung
{\displaystyle {\frac {\omega ^{2}}{2g}}+{\frac {p}{\gamma }}-{\frac {u^{2}}{2g}}={\text{const}}.}
{\displaystyle u}: Umfanggeschwindigkeit – Anwendung für Schaufelkränze
- Bernoulligleichung bei höheren Geschwindigkeiten (etwa >150 m/s):
{\displaystyle {\frac {\omega ^{2}}{2g}}+\int {\frac {\mathrm {d} p}{\gamma }}={\text{const}}.}

Typische Formeln für Messmethoden
- Staudruck im offenen Luftstrom:

- {\displaystyle \omega ={\sqrt {\frac {2q}{\gamma }}}}

{\displaystyle q}: Staudruck
- Seitlicher Ausfluss aus einem offenen Gefäß:

- {\displaystyle \omega ={\sqrt {2{\frac {\Delta p}{\gamma }}}}}

Mittlere Geschwindigkeiten
- mittlere Strömungsgeschwindigkeit bei nicht konstantem Querschnitt
{\displaystyle {\bar {\omega }}={\frac {1}{A}}\cdot \int _{A}\omega ({\vec {x}})\cdot \mathrm {d} A}
Geschwindigkeit an einer Stelle des Querschnitts als Funktion des Ortes {\displaystyle f(x,y)}, mit Strömungsrichtung {\displaystyle z}, sodass {\displaystyle A=A(z)}.

Einfluss hat die Strömungsgeschwindigkeit auf die geschwindigkeitsabhängigen Kenngrößen Reynolds-Zahl und Froude-Zahl.

## Messmethoden
Die Bestimmung der Fließgeschwindigkeit kann mit verschiedenen Techniken erfolgen.
Fließgeschwindigkeit im freien Luftstrom:
- Prandtlsches Staurohr
- Thermische Anemometrie

Fließgeschwindigkeit von Strömungen in Rohrleitungen:
- Venturirohr

Fließgeschwindigkeit von Gewässern und Strömungen in offenen Gerinnen:
- Flügelrad-Anemometer
- ADCP-Messboot
- H-ADCP

Allgemeine Messmethoden:
- Ultraschalllaufzeitanlage
- Doppler-Radar
- Manning-Gleichung